# 维也纳自然资源与生命科学大学
维也纳自然资源与生命科学大学（University of Natural Resources and Life Sciences, Vienna）, 缩写为BOKU (Universität für Bodenkultur Wien, 德語發音：[ˌunivɛʁziˈtɛːt fyːɐ̯ ˈboːdn̩kʊlˌtuːɐ̯ viːn] ⓘ), 创建于1872, 是一所位于奥地利维也纳的可再生资源教育和研究中心，结合了自然科学、工程和生物技术以及社会和经济科学领域的专业知识，侧重于保护栖息地、经济和生活水平的保护和发展、自然资源和环境管理以及保护食品和健康。
该大学是欧洲生命科学联盟、联合国学术影响、欧洲大学倡议、奥地利-非洲研究网络和众多其他国际合作组织的成员，目前有来自100多个国家的10,941名学生就读。